# فریگیت کلاس تورویل
فریگیت کلاس تورویل (به انگلیسی: Tourville-class frigate) یک کلاس از کشتی است که طول آن ۱۵۲٫۷۵ متر (۵۰۱ فوت ۲ اینچ) است.